# Angraecum trichoplectron
Angraecum trichoplectron är en orkidéart som först beskrevs av Heinrich Gustav Reichenbach, och fick sitt nu gällande namn av Rudolf Schlechter. Angraecum trichoplectron ingår i släktet Angraecum och familjen orkidéer.
Artens utbredningsområde är Madagaskar. Inga underarter finns listade i Catalogue of Life.